# François Roullet de La Bouillerie
Pour les autres membres de la famille, voir Famille Roullet de La Bouillerie.
François Marie Pierre Roullet, baron puis comte de La Bouillerie (né à La Flèche, 27 avril 1764, décédé au château de la Barbée, Bazouges-sur-le-Loir, 6 avril 1833), est un haut fonctionnaire et homme politique français, grand officier de la Légion d'honneur, pair de France sous Charles X.

## Biographie
François Roullet de La Bouillerie est le fils de Gabriel-Joseph Roullet, seigneur de La Grange et de La Bouillerie, conseiller du roi, trésorier de France au bureau des finances de la généralité de Tours, et de Charlotte Belin de Langlotière.

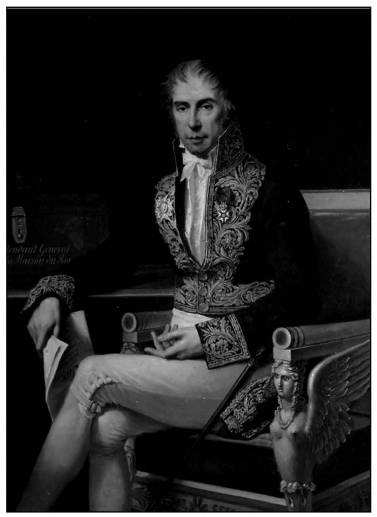
Portrait du comte de La Bouillerie.

Il commença par être commis dans les bureaux de la marine, puis il passa chef de bureau. Il épousa alors Mlle de La Chapelle, fille de l'ancien commissaire général de la maison du roi, et obtint, à la faveur de ce mariage, la place de caissier particulier du premier consul. Il passa ensuite à l'armée des côtes d'Angleterre, dont Bonaparte le nomma trésorier général, et fut désigné, peu après, pour administrer les fonds extraordinaires de la caisse d'amortissement. Pendant la campagne de 1809, Roullet de la Bouillerie remplit à Vienne la place d'administrateur des fonds du pays conquis, fut nommé, après la paix, trésorier général du domaine extraordinaire dont Defermont était intendant, fonction qu’il cumula avec celle de trésorier général de la Couronne (décembre 1811), et élevé à la dignité de maître des requêtes au Conseil d'État, section des finances. Le 11 juillet 1810, il fut créé baron de l'Empire.
À la Restauration, maintenu comme trésorier général de la Couronne et nommé intendant de la liste civile du roi en 1814 et liquidateur des dettes contractées en émigration par Louis XVIII. Il devint, en outre, par la protection du duc de Blacas, secrétaire général du ministère de la maison du roi. 
À son retour de l'île d'Elbe, Napoléon rendit momentanément à la vie privée le fonctionnaire qui avait abandonné sa cause pour le remplacer par Guillaume Peyrusse; mais la seconde Restauration le rétablit dans toutes ses places et dignités, et y ajouta (octobre 1815) celle de président du comité des finances, en l'absence du ministre chargé de ce portefeuille, et de sous-secrétaire d'État au département des Finances du 9 mai 1816 au 29 décembre 1818 dans le Gouvernement Armand du Plessis de Richelieu (1). À sa sortie du gouvernement, il conserva la charge de trésorier de la Liste civile, et fut nommé conseiller d’État en service extraordinaire
Il avait été, le 22 août 1815, pour la première fois, élu député de la Sarthe au collège de département. Il fut de la majorité de la « Chambre introuvable » et resta d'ailleurs dans les rangs de la majorité parlementaire au cours des diverses législatures dont il fit partie. Réélu le 4 octobre 1816, par 105 voix sur 111 votants, il fut vivement attaqué par Dupont de l'Eure et par plusieurs autres députés du côté gauche pour la translation, sans ordonnance préalable, d'une somme de 800 000 francs, des caisses du domaine extraordinaire dans celles du Trésor. Le 13 février 1817, il prononça un grand discours, qui fut très applaudi par la droite, et dans lequel il traça un tableau de la situation financière de la France.
Roullet de la Bouillerie ne fut pas candidat aux élections de 1818 et 1819 ; il ne redevint député que le 13 novembre 1820, la Sarthe lui ayant donné, au collège de département, 261 voix sur 294 votants et 367 inscrits ; successivement, il obtint le renouvellement de son mandat : le 13 novembre 1822 et le 25 février 1824. Il ne cessa de voter avec les plus ardents royalistes et fut quelque temps vice-président de la Chambre des députés. 
Charles X le nomma président de la section des finances au Conseil d’État en 1824, ministre d'État et membre du Conseil privé et intendant général de la Maison du roi le 23 mai 1827. Le 5 novembre 1827, il fut nommé pair de France avec le titre de comte.
La chute de Charles X mit fin à sa carrière politique : il fut exclu de la pairie en 1830 après avoir refusé de prêter serment à Louis-Philippe.
Il fit reconstruire le château de la Barbée, à Bazouges-sur-le-Loir, en 1785. Il avait épousé en 1807 la sœur de François-Louis-Charles de Foucault.
Son fils, Mgr François-Alexandre Roullet de La Bouillerie, coadjuteur de l'archevêque de Bordeaux, fut un prélat proche des ultramontains, .

## Distinctions
- Grand officier de la Légion d'honneur (1er mai 1821)[3]